# Syzygium schlechterianum
Syzygium schlechterianum är en myrtenväxtart som beskrevs av Bénédict Pierre Georges Hochreutiner. Syzygium schlechterianum ingår i släktet Syzygium och familjen myrtenväxter. Inga underarter finns listade i Catalogue of Life.